# Der lange Weg aus der Dunkelheit
Der lange Weg aus der Dunkelheit (Originaltitel Long Night’s Journey into Day) ist ein australischer Dokumentarfilm über die Wahrheits- und Versöhnungskommission Südafrikas (engl. Truth and Reconciliation Commission, kurz TRC), nach Ende der Apartheid.

## Handlung
Im Film wird in vier Episoden die Geschichte von vier Figuren der Apartheid erzählt, darunter auch die US-amerikanische Studentin und Aktivistin Amy Biehl, deren Eltern in dem Dokumentarfilm zu Wort kommen, und der ehemalige Polizeichef von Ekurhuleni Robert McBride, der als Mitglied des Umkhonto we Sizwe und als Attentäter für einen Bombenanschlag auf ein Restaurant erst verurteilt, und später von der TRC begnadigt wurde.

## Produktion
Die Produktion des Werkes erfolgte über 2,5 Jahre und durch 8 Reisen nach Südafrika.

## Auszeichnungen (Auswahl)
Gewonnen
- 2000: „Grand Jury Prize“ (Großer Preis der Jury) des Sundance Film Festival
- 2000: „Golden Spire“ (goldene Kirchturmspitze) des San Francisco International Film Festival
- 2001: „Peace Film Award“ & „Publikumspreis“ der Internationalen Filmfestspiele Berlin

Nominiert
- 2001: „Bester Dokumentarfilm“ der 73. Oscarverleihung
- 2001: „Golden Matchstick“ (goldenes Streichholz) des  Amnesty International Film Festivals